# Ordre du Mérite civil (Maroc)
Pour les articles homonymes, voir Ordre du Mérite civil.
L'ordre du Mérite civil (en arabe : Wissam Al-Istihkak Al-Watani) est un wissam royal, ordre honorifique dont les distinctions sont décidées et décernées par le roi du Maroc aux fonctionnaires civils et militaires.

## Insigne
L'insigne est composé d'une médaille en or de 45 mm. Elle se porte sur le côté gauche de la poitrine.